# Woensel (tot 1821)
Woensel was een gemeente in de provincie Noord-Brabant. De gemeente is bij de gemeentelijke herindeling in 1821 samengevoegd met een deel van de gemeente Nederwetten en Eckart. Daarmee vormde het tot 1896 de gemeente Woensel en Eckart.

## Geschiedenis
Oorspronkelijk lag de gemeente in 1811 ten noorden van Eindhoven. Na de fusie met Nederwetten en Enckart werd de gemeente Woensel en Enckart gevormd dat bleef zo tot 1920. In 1896 werd de gemeentenaam in Woensel veranderd. Tijdens de gemeentelijke herindeling in 1920 is Woensel samen met Gestel en Blaarthem, Stratum, Strijp en Tongelre bij Eindhoven gevoegd. Nadat Woensel geen eigen gemeente meer was zette de verstedelijking voort en zorgde ervoor dat het kerkdorp Woensel een wijk werd in Eindhoven.